# Újpest Football Club 2012-2013
Questa voce raccoglie le informazioni riguardanti l'Újpest Football Club nelle competizioni ufficiali della stagione 2012-2013.

## Rosa
Fonte:
| N. |                                 | Ruolo | Calciatore        |
| -- | ------------------------------- | ----- | ----------------- |
|    | Ungheria (bandiera)             | P     | Szabolcs Balajcza |
|    | Ungheria (bandiera)             | P     | Dávid Banai       |
|    | Ungheria (bandiera)             | P     | Támas Horváth     |
|    | Belgio (bandiera)               | D     | Naïm Aarab        |
|    | Spagna (bandiera)               | D     | Chema Antón       |
|    | Ungheria (bandiera)             | D     | Róbert Litauszki  |
|    | Bosnia ed Erzegovina (bandiera) | D     | Bojan Mihajlović  |
|    | Ungheria (bandiera)             | D     | János Nagy        |
|    | Ungheria (bandiera)             | D     | Zoltán Pollák     |
|    | Belgio (bandiera)               | D     | Nikolas Proesmans |
|    | Ungheria (bandiera)             | D     | Tamás Rubus       |
|    | Ungheria (bandiera)             | D     | Zoltán Szélesi    |
|    | Ungheria (bandiera)             | D     | Zsolt Szokol      |
|    | Ungheria (bandiera)             | D     | Krisztián Vermes  |
|    | Ungheria (bandiera)             | C     | Balász Balogh     |
|    | Francia (bandiera)              | C     | Grégory Christ    |

| N. |                         | Ruolo | Calciatore           |
| -- | ----------------------- | ----- | -------------------- |
|    | Togo (bandiera)         | C     | Henri Eninful        |
|    | Ungheria (bandiera)     | C     | Ronald Erös          |
|    | Svizzera (bandiera)     | C     | Alessandro Iandoli   |
|    | Ungheria (bandiera)     | C     | Dániel Kovács        |
|    | Ungheria (bandiera)     | C     | Mátyás Magos         |
|    | Ungheria (bandiera)     | C     | Mohamed Remili       |
|    | Serbia (bandiera)       | C     | Filip Stanisavljević |
|    | Ungheria (bandiera)     | C     | Rajmond Toricska     |
|    | Serbia (bandiera)       | C     | Dušan Vasiljević     |
|    | Brasile (bandiera)      | A     | Bruno Moraes         |
|    | Ungheria (bandiera)     | A     | Richárd Horváth      |
|    | Ungheria (bandiera)     | A     | Péter Kabát          |
|    | Ungheria (bandiera)     | A     | Bence Lázár          |
|    | Ungheria (bandiera)     | A     | Krisztián Simon      |
|    | RD del Congo (bandiera) | A     | Bavon Tshibuabua     |
|    | Ungheria (bandiera)     | A     | Balázs Zamostny      |